# Cuerpo de Cajal

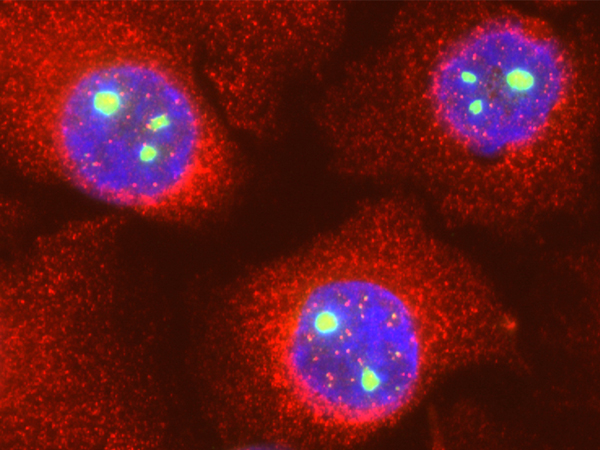
Imagen por inmunofluorescencia que revela la localización de la proteína fibrilarina, que muestra la localización de los cuerpos de Cajal (en verde)

Los Cuerpos de Cajal, Cuerpos accesorios de Cajal o Células de Cajal, en ocasiones denominados en la literatura anglosajona como Coiled bodies y abreviados como CBs fueron descritos por Santiago Ramón y Cajal en 1903. Son suborgánulos esféricos que se encuentran en el núcleo celular de las células en proliferación, como las tumorales, o bien metabólicamente activas como en las neuronas. Ramón y Cajal las denominó cuerpos accesorios nucleolares, debido a su asociación con el nucléolo en las neuronas.  El nombre de Coiled bodies o cuerpos condensados se debe a su apariencia en microscopía electrónica. Actualmente se prefiere el nombre de cuerpos de Cajal en honor a su descubridor, gracias al investigador JG Gall.
Su tamaño se sitúa entre 0.1-2.0 micrómetros y su número es de entre uno a cinco por cada núcleo, variando a lo largo del ciclo celular y entre los diferentes tipos celulares. Los cuerpos celulares son posibles lugares de ensamblaje o modificación de la maquinaria de transcripción del núcleo. Se encuentran únicamente en los núcleos de plantas, animales y levaduras. Estas células muestran habitualmente altos niveles de actividad de transcripción, incluyendo las células en rápida división.
Algunos componentes de los cuerpos de cajal serían las proteínas fibrilarina, Nopp140 y NAP 57  y SMN, así como snRNPs, arginina y tirosina. Se ha visto que la actina nuclear también podría formar parte de algunos subtipos de CBs, al menos en plantas.
Dado que se le ve habitualmente rodeado de la proteína coilina,  parece que su interacción incrementa la eficiencia de otros procesos nucleares concentrando sus componentes en el cuerpo de cajal, sobre todo el ensamblaje de snRNPs, para formar el espliceosoma. Algunas enfermedades hereditarias neuromusculares podrían estar asociadas con SMN, uno de los componentes de los cuerpos de Cajal.

## Historia
En 1889 Ramón y Cajal presentó ante la tercera reunión de la Sociedad de Anatomía, en Berlín, Alemania, su más reciente hallazgo en el campo celular: las células intersticiales de Cajal, las cuales descubrió mientras experimentaba con intestinos de rana.
Dichas células intersticiales son responsables del movimiento intersticial, las que lo comunican con el sistema nervioso central y regulan su ensanchamiento. En aquella época tal descubrimiento fue considerado un disparate, ya que se creía que las neuronas funcionaban como un tejido. En 1890 Ramón y Cajal publicó su manual de anatomía patológica general. En 1893 descubrió células intersticiales en mamíferos. En 1906 este histólogo compartió el premio Nobel de Medicina con Camilo Golgi.